# Luke Kendall
Luke Kendall, né le 25 mai 1981, à Melbourne, en Australie, est un joueur australien de basket-ball. Il évolue au poste de meneur.

## Palmarès
- Championnat d'Océanie 2007
- Champion NBL 2005